# Bahnstrecke Austin Junction–Kineo
| Gesellschaft: | zuletzt MEC          |                                       |                                       |
| Streckenlänge: | 82,6 km              |                                       |                                       |
| Spurweite: | 1435 mm (Normalspur) |                                       |                                       |
| |                      |                                       |                                       |
| Gleise: | 1                    |                                       |                                       |
| \| \| \| \| \| \| \| \| von Oakland \| \| \| \| 0,0 \| Austin Junction ME \| Austin Junction ME \| \| \| \| nach Bingham \| \| \| \| 3,4 \| Bingham Heights ME (früher Moscow) \| Bingham Heights ME (früher Moscow) \| \| \| 13,2 \| Deadwater ME \| Deadwater ME \| \| \| \| Jackson Brook \| \| \| \| 17,4 \| Dimmick ME \| Dimmick ME \| \| \| 19,6 \| Lake Austin ME (früher Bald Mountain) \| Lake Austin ME (früher Bald Mountain) \| \| \| 27,0 \| Baker's ME \| Baker's ME \| \| \| 32,2 \| Troutdale ME (früher Mosquito) \| Troutdale ME (früher Mosquito) \| \| \| 39,6 \| Lake Moxie ME \| Lake Moxie ME \| \| \| \| \| \| \| \| 47,3 \| Forsythe ME \| Forsythe ME \| \| \| \| Kennebec River \| \| \| \| 53,8 \| Moore's ME \| Moore's ME \| \| \| 57,6 \| Indian Pond ME \| Indian Pond ME \| \| \| 62,5 \| Misery ME \| Misery ME \| \| \| 65,3 \| Marrs ME \| Marrs ME \| \| \| \| Verbindungskurve von Lac-Mégantic \| \| \| \| \| Strecke Brookport–Mattawamkeag \| \| \| \| 72,7 \| Somerset Junction ME \| Somerset Junction ME \| \| \| \| Verbindungskurve von Brookport \| \| \| \| 82,6 \| Kineo Station ME (früher Rockwood) \| Kineo Station ME (früher Rockwood) \| |                      |                                       |                                       |
| |                      |                                       |                                       |
| Strecke (außer Betrieb) |                      | von Oakland                           | von Oakland                           |
| Haltepunkt / Haltestelle (Strecke außer Betrieb) | 0,0                  | Austin Junction ME                    | Austin Junction ME                    |
| Abzweig geradeaus und nach links (Strecke außer Betrieb) |                      | nach Bingham                          | nach Bingham                          |
| Haltepunkt / Haltestelle (Strecke außer Betrieb) | 3,4                  | Bingham Heights ME (früher Moscow)    | Bingham Heights ME (früher Moscow)    |
| Bahnhof (Strecke außer Betrieb) | 13,2                 | Deadwater ME                          | Deadwater ME                          |
| Brücke über Wasserlauf (Strecke außer Betrieb) |                      | Jackson Brook                         | Jackson Brook                         |
| Haltepunkt / Haltestelle (Strecke außer Betrieb) | 17,4                 | Dimmick ME                            | Dimmick ME                            |
| Bahnhof (Strecke außer Betrieb) | 19,6                 | Lake Austin ME (früher Bald Mountain) | Lake Austin ME (früher Bald Mountain) |
| Haltepunkt / Haltestelle (Strecke außer Betrieb) | 27,0                 | Baker's ME                            | Baker's ME                            |
| Bahnhof (Strecke außer Betrieb) | 32,2                 | Troutdale ME (früher Mosquito)        | Troutdale ME (früher Mosquito)        |
| Haltepunkt / Haltestelle (Strecke außer Betrieb) | 39,6                 | Lake Moxie ME                         | Lake Moxie ME                         |
| Brücke über Wasserlauf (Strecke außer Betrieb) |                      |                                       |                                       |
| Haltepunkt / Haltestelle (Strecke außer Betrieb) | 47,3                 | Forsythe ME                           | Forsythe ME                           |
| Brücke über Wasserlauf (Strecke außer Betrieb) |                      | Kennebec River                        | Kennebec River                        |
| Haltepunkt / Haltestelle (Strecke außer Betrieb) | 53,8                 | Moore's ME                            | Moore's ME                            |
| Bahnhof (Strecke außer Betrieb) | 57,6                 | Indian Pond ME                        | Indian Pond ME                        |
| Haltepunkt / Haltestelle (Strecke außer Betrieb) | 62,5                 | Misery ME                             | Misery ME                             |
| Haltepunkt / Haltestelle (Strecke außer Betrieb) | 65,3                 | Marrs ME                              | Marrs ME                              |
| Abzweig geradeaus und nach links (Strecke außer Betrieb) |                      | Verbindungskurve von Lac-Mégantic     | Verbindungskurve von Lac-Mégantic     |
| Kreuzung (Strecke geradeaus außer Betrieb) |                      | Strecke Brookport–Mattawamkeag        | Strecke Brookport–Mattawamkeag        |
| Bahnhof (Strecke außer Betrieb) | 72,7                 | Somerset Junction ME                  | Somerset Junction ME                  |
| Abzweig geradeaus und von links (Strecke außer Betrieb) |                      | Verbindungskurve von Brookport        | Verbindungskurve von Brookport        |
| Kopfbahnhof Streckenende (Strecke außer Betrieb) | 82,6                 | Kineo Station ME (früher Rockwood)    | Kineo Station ME (früher Rockwood)    |

Die Bahnstrecke Austin Junction–Kineo ist eine stillgelegte Eisenbahnstrecke in Maine (Vereinigte Staaten). Sie ist 82,6 Kilometer lang.

## Geschichte
Der Moosehead Lake im Norden Maines war schon um die Wende zum 20. Jahrhundert ein bedeutendes Touristenziel. Der See war bereits seit den 1880er Jahren durch die Eisenbahn erreichbar, jedoch mit großem Umweg über Bangor. Die Somerset Railway, die 1890 ihre Bahnstrecke Oakland–Bingham fertiggestellt hatte, bot eine Möglichkeit, den See direkter anzuschließen und so die Reisezeit von Boston und New York hierher deutlich zu verkürzen.
Ein Weiterbau von Bingham aus war nicht möglich, da die Bebauung des Ortes im Weg war. Also schloss man die nördliche Fortsetzung der Strecke kurz vor Bingham an. Am Abzweig entstand ein Haltepunkt Austin Junction und am östlichen Ortsrand Binghams entstand ein weiterer Haltepunkt Bingham Heights. Die Strecke ging am 22. Februar 1905 bis Deadwater in Betrieb. 1906 war Troutdale erreicht und am 4. März 1907 schließlich Rockwood. Der Endbahnhof wurde kurz darauf in Kineo Station umbenannt, obwohl der Ort Kineo selbst auf einer Halbinsel am anderen Ufer des Sees lag und nur über eine Fähre erreichbar war. In Kineo baute die Bahngesellschaft ein großes Urlaubshotel.
Die Züge fuhren außer im Sommer zunächst nach Bingham, stießen dann bis Austin Junction zurück und fuhren über die neue Strecke nach Kineo. Sie hielten dann nicht in Bingham Heights. Von Anfang an verkehrte nur ein Zugpaar pro Werktag nach Kineo. Im Sommer verkehrten die Züge nach Kineo mit durchlaufenden Wagen aus Boston und New York ohne den Umweg über Bingham, dafür aber mit Halt in Bingham Heights. An Werktagen fuhren zwei Zugpaare bis Kineo, an Sonntagen eins.
1907 erwarb die Maine Central Railroad die Aktienmehrheit der Bahngesellschaft und führte ab 1911 den Betrieb auf der nun Kineo Short Line genannten Bahnstrecke. Aufgrund der ungünstigen Lage des Hotels auf der anderen Seeseite und der ab 1929 einsetzenden Weltwirtschaftskrise gingen die Einnahmen auf der Strecke ab dieser Zeit rapide zurück. Am 22. Juli 1933 wurde die gesamte Strecke Austin Junction–Kineo Station stillgelegt und abgebaut. Fünf Jahre später wurde auch das Hotel geschlossen.

## Streckenbeschreibung
Die Strecke verläuft am östlichen Ortsrand Binghams und weiter nach Norden entlang des Jackson Brook, den sie kurz hinter Deadwater überquert. Von hier geht es über eine Anhöhe weiter nordwärts bis zum Moxie Pond, an dessen westlichem Ufer die Strecke weiter entlangführt. Einige Buchten des Sees wurden über Dämme überquert. Am nördlichen Ende des Moxie Pond überquert die Bahn den Abfluss des Sees und führt nordwärts bis Squaretown, wo sie den Kennebec River erreicht. Hier befindet sich der Staudamm, der den Indian Pond, einen an sich auch natürlich vorhandenen See, soweit aufgestaut hat, dass die Bahnstrecke ab hier teilweise überflutet ist. Vom nördlichen Ende des Sees aus verläuft die Trasse nun weiter bis zum Kreuzungsbahnhof Somerset Junction, wo die Canadian-Pacific-Hauptstrecke Montréal–Halifax niveaugleich gekreuzt wurde. Eine Verbindungskurve ermöglichte den durchgehenden Betrieb aus Richtung Montréal nach Kineo Station, die jedoch im Personenverkehr nicht benutzt wurde. Entlang eines Seitenarms des Kennebec River führt die Strecke weiter bis an den Moosehead Lake, wo sich der Endbahnhof am Fährhafen des Ortes Rockwood befand.
Heute wird fast die gesamte Trasse, bis auf das durch den aufgestauten Indian Pond überflutete Teilstück, durch eine unbefestigte Straße genutzt.